# Geranomyia syamantaka
Geranomyia syamantaka är en tvåvingeart som först beskrevs av Alexander 1963.  Geranomyia syamantaka ingår i släktet Geranomyia och familjen småharkrankar. Inga underarter finns listade i Catalogue of Life.